# Kuřimská Nová Ves
Kuřimská Nová Ves é uma comuna checa localizada na região de Morávia do Sul, distrito de Brno-Venkov.